# Carprofen

Carprofen (onder diverse namen in de handel gebracht, onder andere: Rimadyl, Imadyl, Novox, Imafen, Rovera) is een niet-steroïde ontstekingsremmer die in de diergeneeskunde gebruikt wordt als ondersteunend medicijn bij diverse ziekten. Het wordt als dagelijks medicijn toegepast ter bestrijding van pijn en ontstekingen ten gevolge van artritis bij geriatrische honden, gewrichtspijn, artrose, heupdysplasie en andere vormen van gewrichtsbeschadigingen.
Carprofen wordt ook toegepast om kortdurende pijn te bestrijden. Hierbij valt te denken aan pijn bij ontstekingen of operaties als castratie en sterilisatie). Carprofen werkt ontstekingsremmend via blokkade van COX-2 en andere bij de synthese van ontstekingsgerelateerde prostaglandines betrokken enzymen. De werking is vrij specifiek, de COX-1-activiteit wordt niet aangetast.

## Gebruik bij mensen
Carprofen is vanaf 1988 bijna 10 jaar ook bij mensen voorgeschreven. De toepassingen waren vergelijkbaar met die voor de dieren: bestrijding van gewrichtspijn en ontstekingsremmer. Bijwerkingen van het middel waren meestal niet sterk en bestonden doorgaans uit misselijkheid, maag-darmklachten en diarree. Op commerciële gronden heeft de fabrikant, Pfizer, het middel uit de markt genomen.